# DeskTool
DeskTool — условно бесплатная утилита, разработанная компанией Metaproducts для работы под управлением операционной системы Microsoft Windows, которая представляет собой десктопную панель инструментов, чтобы обеспечить лёгкий доступ к запуску часто используемых приложений.

## Описание
Инструмент DeskTool является панелью инструментов, которая выступает в качестве ланчера для быстрого запуска приложений на компьютере. Утилита является плавающей панелью инструментов и может быть привязана к левой, правой, верхней или нижней стороне рабочего стола или плавать в любой части экрана.
Имеется поддержка механизма Drag & Drop, с помощью которой любой файл в операционной системе можно перетащить на панель инструментов DeskTool.
Среди прочих возможностей выделить такие, как режим поверх всех окон, детальная организация кнопок (изменение шрифта, размер кнопок, назначение подписей и прочее), темы оформления, автоматическое скрытие (при доке к какой-либо стороне экрана) или использование в качестве полной замены стандартной панели задач Microsoft Windows.